# Koenigsegg Gemera
Koenigsegg Gemera är en fyrsitsig sportbil som den svenska biltillverkaren Koenigsegg presenterade i mars 2020.
Koenigsegg Gemera är märkets första fyrsitsiga Gran turismo. Bilen har en trecylindrig tvålitersmotor med dubbla turboaggregat avsedd att drivas med E85-bränsle. Motoreffekten uppges till 600 hk. Förbränningsmotorn använder det system med fria ventiler utan kamaxel som dotterföretaget Freevalve AB har utvecklat. Dessutom har den tre elmotorer, en på framaxeln och två på bakaxeln. Motorerna ger en systemeffekt på 1 735 hk och 3 500 Nm. Med ett batteripaket på 16,6 kWh uppges räckvidden med eldrift vara 50 km. Bilen har fyrhjulsdrift och fyrhjulsstyrning. Koenigsegg uppger toppfarten till 400 km/h.
Koenigsegg planerar att bygga 300 bilar till ett pris om $1 700 000.